# 黄兆隆
黃兆隆（1541年—？），字懋德，號绍川，浙江紹興府餘姚縣人，明朝政治人物，進士出身。

## 生平
嘉靖四十三年（1564年）甲子科浙江鄉試第七十七名舉人，隆慶五年（1571年）辛未科會試第一百六十九名，二甲五十三名進士。礼部觀政，授刑部主事，萬曆六年（1578年）升员外郎、郎中，丁憂歸。十二年复除本部，出为延平府知府，十四年调廉州知府，十七年降为运同，二十年升鶴慶知府，二十五年革职为民。
曾於萬曆十二年（1584年）接替易可久任延平府知府一職，十四年（1586年）由徐一唯接任。

## 家族
曾祖黄琪，运司运使。祖黄思承，县丞。父黄元龄。前母潘氏，母胡氏。具庆下。兄兆登、兆徵、兆應、兆吉、兆蕃。弟兆璧。